# Guy Dessureault
Pour les articles homonymes, voir Dessureault.
Guy Dessureault est un romancier québécois né à Trois-Rivières en 1946.  
Il a fait des maîtrises en lettres à l'Université McGill et en andragogie à l'Université de Montréal. 
Il enseigne la littérature au Cégep de Trois-Rivières à compter de 1973 jusqu'en 2002, après avoir enseigné un an au secondaire et à l'École normale. Il a également été chercheur, notamment en pédagogie, s'intéressant particulièrement aux conditions de travail des professeurs de cégep. Depuis 2002, il se consacre entièrement à l’écriture. Il réside depuis 2009 à Montréal.

## Œuvres
- La maîtresse d'école (1985)
- Lettre de Chine (1997)
- L'homme au chat (1999)
- Poney (2000)
- Les caves de Burton Hills (2001)
- Cigale, corbeau, fourmi et compagnie (2002)
- Miguel (2003)
- Jacou d'Acadie (2003)
- Marie-Merci au défilé du carnaval (2006)
- Malek et la main de Fatima (2006)
- Meijan et Mei-Jan au jardin de Chine (2006)
- Monsieur John (2007)

## Honneurs
- 1998 - Finaliste au Prix du Gouverneur général, Lettre de Chine
- 2000 - Finaliste au Prix du Gouverneur général, L'homme au chat